# Navuturerenga River
Navuturerenga River är ett vattendrag i Fiji.   Det ligger i divisionen Norra divisionen, i den nordöstra delen av landet, 180 km norr om huvudstaden Suva. Navuturerenga River ligger på ön Vanua Levu.